# 阮卓
阮卓（げん たく、531年 - 589年）は、南朝陳の官僚・文人。本貫は陳留郡尉氏県。

## 経歴
梁の寧遠岳陽王府記室参軍の阮問道の子として生まれた。幼くして聡明で、経書を精読し、談論にたくみで、五言詩を最も得意とした。父の問道は岳陽王蕭詧の下で江州に赴任し、阮卓が15歳のときに死去した。阮卓は建康から駆けつけ、水や飲み物すら何日も口に入れなかった。侯景の乱が起こり、交通が遮断されていたが、阮卓は危険をかえりみず、父の柩を連れて建康に帰った。
永定3年（559年）、陳の文帝が即位すると、阮卓は軽車鄱陽王府外兵参軍に任じられた。天康元年（566年）、雲麾新安王府記室参軍に転じた。新安王陳伯固の転府に従い、翊右記室となり、撰史著士を兼ねた。後に鄱陽王中衛府録事に転じ、さらに晋安王府記室をつとめた。太建2年（570年）に欧陽紇の乱が鎮圧されて以降、交阯の諸民族がたびたび反抗したため、阮卓は宣帝の命を受けてかれらの招慰にあたった。交阯は南方の日南郡や象郡に道が通じていて、金翠珠貝の珍しい物産が多く、前後の使者たちはそれらの財宝を持ち帰っていたが、ひとり阮卓は何も持たずに帰ってきたため、当時の人々はその清廉ぶりに感心した。衡陽王府中録事参軍に転じた。入朝して尚書祠部郎となった。太建9年（577年）、始興王陳叔陵が揚州刺史となると、阮卓はその下で中衛府記室参軍となった。
太建14年（582年）、始興王陳叔陵が反乱を起こして敗死したが、阮卓は陳叔陵の反乱に同調していなかったことから、後主に罪を問われなかった。至徳元年（583年）、入朝して徳教殿学士となった。至徳3年（585年）、通直散騎常侍を兼ね、王話を主使とする隋への使節に参加し、副使をつとめた。隋の文帝は阮卓の名声を聞いており、薛道衡や顔之推らに迎えさせ、宴席でともに詩を賦させて礼遇を示した。帰国すると、招遠将軍・南海王府諮議参軍に任じられた。眼病により官職づとめに耐えなくなったため、里舎に隠居した。堂宇を改築し、庭園を整えて、友人たちを客に招き、文章と酒を楽しむ生活を送った。
禎明3年（589年）、陳が隋に滅ぼされると、関中に入る途中に江州で病に倒れ、死去した。享年は59。

## 伝記資料
- 『陳書』巻34 列伝第28
- 『南史』巻72 列伝第62